# Pablo Torres Arias
Torres  Arias est un nom espagnol. Le premier nom de famille, en général paternel, est Torres ; le second, en général maternel, souvent omis, est Arias.
Pablo Torres Arias, né le 10 novembre 2005 à Madrid, est un coureur cycliste espagnol. Il est membre de l'équipe UAE Team Emirates XRG.

## Biographie
En 2022, Pablo Torres s'impose à trois reprises chez les juniors. Il termine également premier au classement national junior de la Fédération espagnole en 2023, après avoir obtenu cinq nouvelles victoires et diverses places d'honneur,. Cette même année, il est sélectionné en équipe d'Espagne. Il participe notamment au Giro della Lunigiana, où il se classe neuvième de la dernière étape. 
Pour la saison 2024, il intègre la réserve de l'équipe UAE Emirates. Ses performances réalisées en Espagne ont attiré l'attention du découvreur de talents Joxean Fernández Matxín. Bon grimpeur, il se révèle au niveau international en finissant deuxième du Tour d'Italie espoirs. Il se classe aussi cinquième du Tour de la Vallée d'Aoste, tout en ayant remporté la dernière étape. 

## Palmarès
- 2022
  - Trofeo Antonio Gómez del Moral
  - Mémorial José Luis Junco
  - Circuito Cántabro Junior
  - 2e du Muskizko Udalaren Sari Nagusia
  - 2e de la Vuelta a Talavera Junior
  - 3e du Gran Premio Salchi
- 2023
  - Trofeu Mas de la Costa
  - Vuelta a las Comarcas
  - 2e étape du Circuito Cántabro Junior
  - Vuelta a Valladolid Junior
  - Gran Premio Ayuntamiento de Benagéber
  - 2e du Mémorial Emilio Fernández
  - 2e du Circuito Cántabro Junior
  - 3e du Muskizko Udalaren Sari Nagusia
- 2024
  - 5e étape du Tour de la Vallée d'Aoste
  - 4e et 6e étapes du Tour de l'Avenir
  - 2e du Tour d'Italie espoirs
  - 2e du Tour de l'Avenir
  - 3e du Tour du Frioul-Vénétie Julienne
- 2025
  - 3e du Tour des Abruzzes